# Alte Maße und Gewichte (Toskana)
Das Maßsystem des Großherzogtums Toskana wurde am 11. Juli 1782 durch ein Gesetz des Habsburgers Großherzog Peter Leopold, dem späteren Kaiser Leopold II., vereinheitlicht. Dadurch wurden mehrere regionale Maße abgeschafft. Nach der Einigung Italiens wurde 1861 das metrische System eingeführt.

## Längenmaße
Grundeinheit der Längenmaße war die Braccio da Panno oder Braccio fiorentino (Mz. Braccia, ‚Arm, Elle‘). Ein genau zwei Braccio da Panno (= ein Passetto, Schritt) langes Eichmaß aus Kupfer in einer Fassung aus Marmor, das in den Archiven des Finanzdepartements aufbewahrt wurde, diente als Referenz (Maßverkörperung). Nach Vergleichen mit Kopien des französischen Längenmaßes Toise, die der französische Metrologe Condamine in Florenz und Rom deponiert hatte, wurde die Braccio da Panno  –  in das zu dieser Zeit gerade neu entwickelte metrische System umgerechnet  –  auf 0,583626 m festgesetzt.
Übersicht
1⁄5 Canne (agrimensorie) = 1⁄2 Passetti = 1 Braccio da Panno = 13⁄5 Palmi = 12 Crazie = 20 Soldi = 60 Quattrini = 120 Piccoli = 240 Denari = 2880 Punti
Ältere Werte für das Braccio lagen wohl um 0,4 bis 0,5 Meter, denn es galt traditionell im italienischen Raum 1 Canna á ca. 2–2 ½ m = 8 Palmi á ca. 25–30 cm. Das Passetto maß um 1 m, das Crazia ~5 cm, das Soldo ~3 cm, das Quattrino ~1 cm, das Piccolo 5 mm.
Vor der Leopoldinischen Reform  gab es noch die Braccio da Terra, die zur Feldmessung verwendet wurde und sich zum Braccio da Panno wie 17:18 verhielt. Aus ihr leitet sich die Miglio toscano (toskanische Meile) ab, die 3000 Braccio da Terra enthielt, und dann mit 28331⁄3 Braccia da Panno festgelegt wurde. In Folge wurde auch eine Miglio riformato mit 3000 Braccio da Panno bestimmt.
|                            | 1 Miglio   | ≈ 1653,607 m | = 2833,333 Braccia da Panno | (alt = 3000 Braccia da Terra)   | ≈ Meile                   |
|                            | 1 Canna    | ≈ 2,918 m    | = 2,5 Passetti = 5 Braccia  | (alt = 8 Palmi)                 | ≈ Perche                  |
| 0,4 Canne =                | 1 Passetto | ≈ 1,167 m    | = 2 Braccia                 |                                 | ≈ Schritt                 |
| 0,2 Canne = 0,5 Passetti = | 1 Braccio  | ≈ 0,587 m    | = 20 Soldi = 240 Denari     | (alt = 12 Crazie)               | ≈ Elle                    |
| 0,05 Braccia =             | 1 Soldo    | ≈ 2,918 cm   | = 12 Denari = 144 Punti     | (alt = 4 Quattrini = 6 Piccoli) | ≈ Zoll oder engl. Nail    |
| 0,0833 Soldi =             | 1 Denaro   | ≈ 2,432 mm   | = 12 Punti                  |                                 | = Linie                   |
| 0,0833 Denari =            | 1 Punto    | ≈ 0,203 mm   |                             |                                 | ≈ (typographischer) Punkt |

## Hohlmaße
Ja nach Verwendungszweck wurden verschiedene Hohlmaße verwendet. Für Flüssigkeiten war das Barile da Vino oder das Barile da Olivo, für trockene Sachen das Stajo die Grundeinheit.

Übersicht:
1 Barile da Vino = 20 Fiasco = 80 Mezzetta = 160 Quartuccio
| 1 Barile da Vino | = 45,584 l |
| 1 Fiasco         | ≈ 2,279 l  |
| 1 Mezzetta       | ≈ 569,8 ml |
| 1 Quartuccio     | ≈ 284,9 ml |

1 Barile da Olivo = 16 Fiasco = 64 Mezzetta
| 1 Barile da Olivo | = 33,429 l |
| 1 Fiasco          | ≈ 2,089 l  |
| 1 Mezzetta        | ≈ 522,3 ml |

1 Stajo = 2 Mina = 4 Quarto = 32 Mezzetta = 64 Quartuccio
| 1 Stajo      | = 24,363 l |
| 1 Mina       | ≈ 12,182 l |
| 1 Quarto     | ≈ 6,091 l  |
| 1 Mezzetta   | ≈ 761,3 ml |
| 1 Quartuccio | ≈ 380,7 ml |

## Gewichtsmaße
Die Libbra, auch  Libbra uniforme Toscana, war eine toskanische Gewichtseinheit. Sie wog 339,542 Gramm. Zwei Eichstücke von ihm wurden in den Archiven des Finanzdepartements und in der Münze aufbewahrt.

Übersicht:
1 Libbra = 12 Oncia = 288 Denaro = 6912 Grano
| 1 Libbra | = 339,542 g |
| 1 Oncia  | ≈ 28,295 g  |
| 1 Denaro | ≈ 1,179 g   |
| 1 Grano  | ≈ 49,12 mg  |